# Generic Trigger X50
Der Generic Trigger X 50 ist ein Enduro-Moped, das von der zur KSR Group gehörenden österreichischen Marke Generic hergestellt wurde. Es wurde erstmals 2006 eingeführt und bis 2018 produziert.

## Technische Daten
Motor:
- Typ: Einzylinder, 2-Takt, Minarelli AM6
- Hubraum: 49,6 cm³
- Leistung: 3,7 kW (5 PS)
- Kühlung: Wasserkühlung
- Anlasser: Kickstart und elektrisch
- Zündung: Generic
- Kraftstoffaufbereitung: Vergaser, Leader 17,5 mm Ø[2]

Fahrwerk:
- Rahmen: Doppelter Stahlguss
- Vorderraddämpfer: Hydraulische Umkehrgabel Ø 35 mm
- Hinterraddämpfer: Mono-Hydraulikdämpfer
- Bremsen vorne: Scheibenbremse Ø 280 mm, Doppelkolben-Bremssattel
- Bremsen hinten: Scheibenbremse Ø 220 mm, Einkolben-Bremssattel
- Felgen:
  - Vorne: 90/90 × 21"
  - Hinten: 110/80 × 18"[3]

## Ausstattung
- Kickstarter: Ja
- Uhr: Nein